# A Mulher (1879)
A Mulher foi um dos primeiros exemplos de imprensa feminista em Portugal. Publicada no Porto em 1879, começa com uma denuncia à educação burguesa das mulheres, considerada mesquinha  e imprópria à sua dignidade, “incapaz de compreender o ideal moderno”. A Mulher anuncia um novo enfoque às qualidades e capacidades femininas, uma renovação. Colaboram neste projeto Xavier de Carvalho e Xavier Pinheiro como redatores principais, além de um conjunto de individualidades, cujos nomes se podem encontrar ao longo da publicação, com destaque para: Maria Amália Vaz de Carvalho, Fialho de Almeida, Guilherme de Azevedo, Joaquim de Araújo, Francisco Carrelhas, Gonçalves Crespo, José Simões Dias, Gomes Leal, Guerra Junqueiro (1879), Amélia Janny, João de Deus, Leite de Vasconcelos, Augusto de Oliveira Junior, Pedro de Lima, Clorinda de Macedo, Olivia Telles de Menezes, Andreia Neyrand, Teixeira Bastos e Angelina Vidal.